# 俊和發展集團
俊和發展集團有限公司（英語：Chun Wo Development Holdings Limited）是一家香港為總部的地產、建築、土木工程及物業投資業公司，1993年於香港交易所招股上市，2016年10月改制為亞洲聯合基建控股有限公司的附屬公司（控股股份代號沿用00711.HK）。現任董事會主席為彭一庭，董事會行政總裁兼營運總裁為彭一邦。
1968年，彭錦俊及李蕙嫻以獨資形式創立俊和集團，成立初期承接小型工程為主，包括私人屋苑建設。及後參與香港政府、公營和私人發展商的基礎建設，包括九廣鐵路的電氣化改建計劃及渠務工程等改善設施。

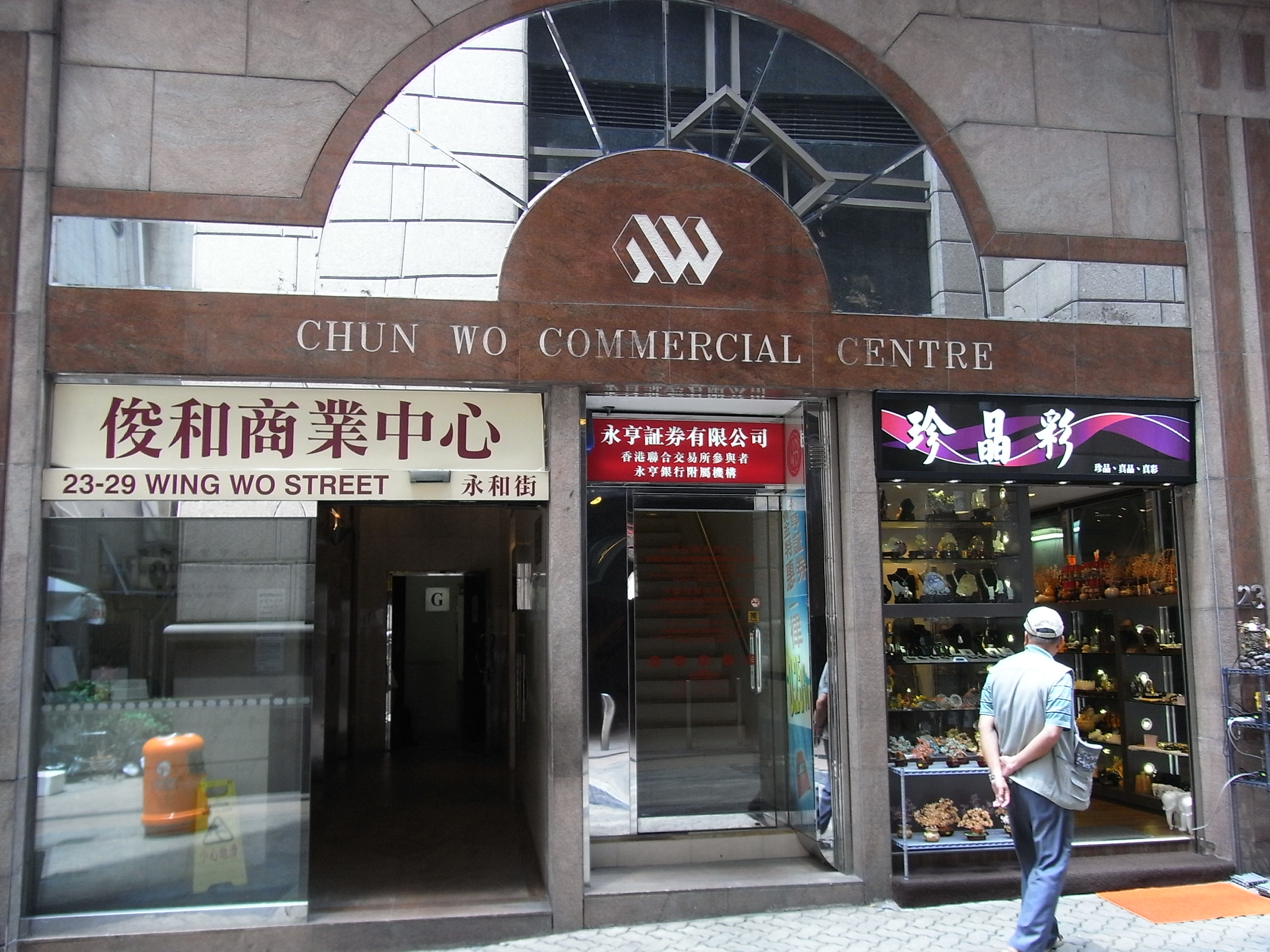
香港上環永和街俊和商業中心。

2023年10月「俊和Success Story」系列第四集 —「安達臣道石礦場用地發展」是市區土地供應新重鎮，俊和承包了這區多項工程外，亦擔當前鋒角色，負責土地平整及基建工程，為新區發展揭開序幕。。

## 主要發展項目

### 地產項目
- 香港天水圍俊宏軒（2003年，原作為私人機構參建居屋，後改為公共屋邨）[5]
- 越南胡志明市西貢明珠（2023年）[6]
- 阿聯酋阿布扎比「Reem Diamond Residence」（2014年）[7]
- 香港九龍「128 Waterloo」（2022）[8]

- 旺角SOYO 雋薈

### 工程項目
- 香港西營盤西港中心（1999年）[9]
- 新界沙田綠怡雅苑（2018年）[10]
- 港鐵啟德站（2020年）[11]
- 政府飛行服務隊啟德分部（2021年）[12]

## 外部連結
- 官方网站